# 諦聴
諦聴（たいちょう）は、中国に伝わる霊獣。
一角をもつ獅子のような姿をしている。地蔵菩薩の乗り物であるとされる。体の各部位は色々な霊獣に似た形をしており、頭は虎、体は龍、尾は獅子、脚は麒麟の様だとされる。

## 西遊記における諦聴
西遊記では地蔵菩薩に従う獅子に似た霊獣として登場している。天下の生き物たちと五仙全ての善悪を知り、賢愚を見抜く能力を持っており、悟空の偽者の持つ神通力と正体とを見破り、冷静に事態の解決方法を示した。